# 清州韓氏
清州韓氏（韓語：청주 한씨），是朝鮮的氏族之一。本貫為大韓民國忠清北道清州市。
始祖是自稱箕子朝鮮末代國王準王的後代韓蘭，2000年時的調査有642,992人，是韓國排行第10大的氏族。

## 名人
- 神懿王后：李成桂的元配、朝鮮定宗和朝鮮太宗的母親
- 韓麗妃：明成祖的嬪妃
- 恭慎夫人：明宣宗的女官
- 韓確：韓麗妃的弟弟、昭惠王后的父親
- 昭惠王后：懿敬世子的世子嬪、朝鮮成宗的母親
- 韓明澮：朝鮮王朝政治人物
- 章順王后：韓明澮的女兒、朝鮮睿宗的元妃
- 安順王后：朝鮮睿宗的繼妃
- 恭惠王后：韓明澮的女兒、朝鮮成宗的元妃
- 溫嬪韓氏：朝鮮宣祖的後宮
- 仁烈王后：朝鮮仁祖的元妃、昭顯世子和朝鮮孝宗的母親
- 韓石峯：朝鮮王朝書法家
- 韓龍雲：朝鮮獨立運動家
- 韓昇洙：韓國政治人物
- 韓明淑：韓國政治人物
- 韓鶴子：統一教會的會長
- 韓悳洙：韓國政治人物
- 韓東勳：韓國政治人物
- 韓江：韓國女作家，2024年諾貝爾文學獎得主
- 韓孝周：韓國女演員
- 韓志旼：韓國女演員
- 韓昇延：韓國女歌手
- 韓知城：韓國男歌手
- 韓維辰：韓國男歌手
- 韓志薫：韓國男歌手
- 漢東旼：韓國男歌手